# Výjimečný stav
Výjimečný stav je stav vyhlašovaný státem například při rozsáhlejším narušování veřejného pořádku v zemi. Během tohoto stavu mohou být omezena některá práva, jako je například shromažďovací právo nebo svoboda slova. V některých případech vyhlášení výjimečného stavu v méně demokratických zřízeních může existovat podezření, že byl stav vyhlášen pouze k umožnění omezení občanských práv nebo práv opozice v rámci politického boje v zemi.

## Výjimečný stav podle zemí

### Česko
Současné české zákony pojem výjimečný stav neznají. Svým rozsahem mu odpovídají krizové stavy nouzový stav nebo stav ohrožení státu. Nouzový stav je možné vyhlásit při vzniku živelních pohrom, ekologických nebo průmyslových havárií, nehod nebo jiného nebezpečí, které ve značném rozsahu ohrožují životy, zdraví nebo majetkové hodnoty anebo vnitřní pořádek a bezpečnost. Stav ohrožení státu je možné vyhlásit  v případě, že je bezprostředně ohrožena svrchovanost státu, územní celistvost státu nebo jeho demokratické zásady.  
Historicky mohl být vyhlášen krizová stav zvaný stanné právo, který představoval mimořádný institut trestního práva, umožňující vládě a státním orgánům (vojsku, policii, soudům) provádět mimořádná opatření, zejména ve zrychleném režimu odsuzovat k smrti a popravovat. V různých podobách tento institut existoval v Habsburské monarchii, v Rakousku-Uhersku a v Československu. Po úspěšném atentátu na R. Heydricha vyhlásil K. H. Frank už 27. května 1942 „civilní výjimečný stav“. Institut stanného práva byl zrušen v roce 1990 rámci demokratizačních změn zrušen.

### Slovensko
Výjimečný stav (slovensky Výnimočný stav) je jedním ze čtyř krizových stavů na Slovensku. Může být vyhlášen prezidentem Slovenské republiky na návrh vlády v situaci, kdy došlo nebo bezprostředně hrozí, že dojde:
- k teroristickému útoku,
- rozsáhlým nepokojům spojeným s útoky na orgány veřejné moci, drancování a jiným hromadným útokům na majetek,
- jinému hromadnému násilnému protiprávní jednání, které svým rozsahem nebo následky zásadně ohrožuje či narušuje veřejný pořádek a bezpečnost státu, a pokud jej nelze odvrátit činností standardních orgánů veřejné moci.

Výjimečný stav lze vyhlásit pouze na území, které je postiženo nebo bezprostředně ohroženo. Výjimečný stav může být vyhlášen na nezbytně nutnou dobu, nejdéle však na 60 dnů, mimořádně může být prodloužen o dalších 30 dnů. Je zakázáno vyhlásit výjimečný stav za účelem potlačení stávky, o které rozhodl příslušný odborový orgán, nebo výluky, o níž rozhodl zaměstnavatel v souladu s předpisy o kolektivním vyjednávání. Stejně tak nelze výjimečný stav využít k zabránění nebo rozpuštění veřejného shromáždění občanů, které se koná v souladu s právními předpisy o právu shromažďovacím, pokud při něm nedochází k jednání, kvůli kterému byl výjimečný stav vyhlášen.

### Francie
Francie zavedla v reakci na tamní teroristické útoky výjimečný stav, který několikrát prodloužila. Vyhlášen byl od roku 2015 (útok na Charlie Hebdo a listopadové útoky) až do roku 2017. Při ukončení výjimečného stavu stát novým zákonem omezil demokratická práva vlastních občanů i cizinců. 
Zákony rozšířily pravomoci bezpečnostních sil. Ministr vnitra a prefektové v departementech podle nich mohou omezit svobodu pohybu podezřelých i bez soudního povolení. Mohou provádět rozsáhlé policejní kontroly na nádražích a letištích a snáze zjišťovat identitu podezřelých. Podezřelí sice nemají domácí vězení a nemohou být internováni, ale nesmí opustit místo svého bydliště. Navíc je podle těchto zákonů možné odposlouchávat i telefony a počítače, které přenášejí data bezdrátově. Náboženská zařízení mohou být uzavřena již tehdy, když existuje podezření, že se v nich rozšiřují „myšlenky a teorie“ podporující terorismus. Nový zákon umožnil také tvrdá opatření proti státním zaměstnancům a příslušníkům ozbrojených sil, kteří se radikalizují.

### USA
Ústava Spojených států amerických implicitně poskytuje některé mimořádné pravomoci v článku o výkonné moci, například: 
- Kongres může vládu zmocnit, aby povolala milici, aby prosadila právo, potlačila povstání nebo odrazila invazi.
- Kongres může vládě povolit, aby pozastavila posuzování soudních příkazů habeas corpus, „když to v případech povstání nebo invaze může vyžadovat veřejná bezpečnost“.
- Obvinění z těžkého zločinu mohou být vznesena bez předložení nebo obžaloby velké poroty v případech vzniklých „v domobraně, když jsou ve skutečné službě v době války nebo veřejného nebezpečí“.
- Státní vláda se může zapojit do války bez souhlasu Kongresu, pokud je „skutečně napadena nebo v takovém bezprostředním nebezpečí, které nepřipouští zdržení“.

Kromě toho existuje v různých jurisdikcích mnohá ustanovení práva, která nabývají účinnosti pouze po vyhlášení nouzového stavu; přibližně 500 federálních zákonů vstoupí v platnost poté co prezident vyhlásí výjimečný stav. Národní zákon o mimořádných událostech upravuje tento proces na federální úrovni a vyžaduje, aby prezident konkrétně identifikoval aktivovaná ustanovení. Federální výjimečný stav (anglicky National Emergency) byl vyhlášen například v reakci na teroristické útoky na New York a Washington nebo při pandemii covidu-19.